# Isesu
Isesu je bila egipatska princeza 4. dinastije, kćer krunskog princa Nefermaata i njegove žene Itet, te unuka faraona Snofrua. Prikazana je kao odrasla žena u grobnici svojih roditelja u Meidumu.